# 太原理工大学
太原理工大学（英語：Taiyuan University of Technology），是一所以工科为主、理工结合、多学科协调发展的高等学府，是中国“双一流”建设一流学科建设高校，国家“211工程”重点建设高校学校。

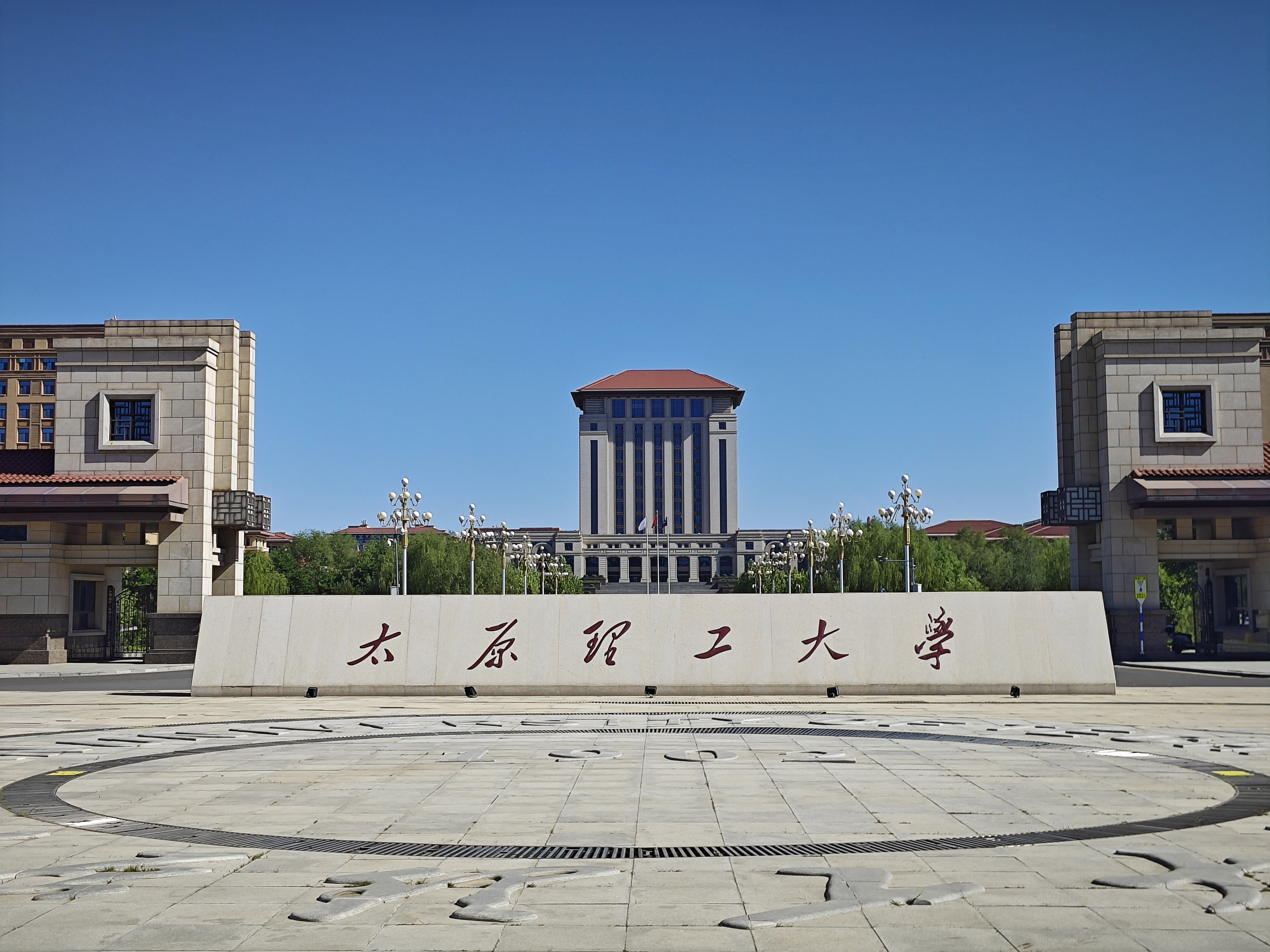
太原理工大学明向校区校门

截至2024年4月，学校有明向、迎西、虎峪、柏林四个校区，占地面积222万平方米，校舍总建筑面积167万平方米；设有25个专业学院、1个中外合作办学学院；开办84个本科专业；拥有15个博士后流动站，15个一级学科博士点，34个一级学科硕士点，14个专业学位硕士点；全日制学生44422名、国际学生374名、教职工3906名。

## 历史沿革

### 太原工业大学
- 1901年山西中西大学堂创建

1901年3月26日，英国耶稣教浸礼会传教士李提摩太在北京会晤李鸿章手下要员，提出在山西设立中西大学堂。李鸿章即表赞同。此后，李提摩太聘请教习、筹备教材，做了大量准备工作。
- 1902年山西中西大学堂更名山西大学堂

1902年4月，李提摩太抵太原，鉴于当时情形，他建议将中西大学堂与山西大学堂合并办理。山西巡抚岑春煊派洋务局督办沈敦和与之协商，最终协定：将中西大学堂改为西学专斋，专教西学，由李提摩太主持，以十年为期到，期后交由中方管理；而原拟成立的山西大学堂改为中学专斋，专授中国学问，由华人负责。两斋并立，教务分属，统称之为山西大学堂。光绪二十九年（1903年），根据清政府颁布的《奏定学堂章程》中须设有三科方能称为大学的规定，全国仅有京师大学堂、北洋大学堂、山西大学堂称大学堂，其余各省所建立之学堂遵照章程自动更名为高等学堂。后来随着三所大学堂所在城市之政治和经济地位发生巨大变化，其格局也随之强烈改变。
- 1912年山西大学堂更名山西大学校

1912年7月10日，中华民国政府召开第一次中央教育会议，决定重新订立学制，将学堂一律改为学校。按照《教育宗旨》和《教育系统》的规定，山西大学堂更名为山西大学校，取消中、西学斋的名称。
1913年在西学专斋基础上发展了工科，设土木工程学门；并经教育部认可，山西大学校被确认为公立，以工科为主。
- 1914年山西省工业专门学校并入山西大学校
- 1918年山西大学校更名国立山西大学

1918年5月，山西大学校被划入国立，次于京师大学堂和北洋大学，称为“国立第三大学”。
- 1931年国立山西大学更名山西大学
- 1937年山西大学停止招生
- 1939年山西大学复校
- 1949年中国大学（理学院）并入山西大学
- 1951年铭贤学院（机械系和纺织系）并入国立山西大学
- 1953年山西大学（工科）改建太原工学院（英語：Taiyuan Institute of Technology）
- 1958年太原工学院（化工系）改建山西化工学院
- 1962年山西化工学院并入太原工学院
- 1956年山西省水土保持学校创建
- 1956年太原水利学校创建
- 1957年山西省水土保持学校、太原水利学校合并组建山西省太原水利学校
- 1959年山西省太原水利学校升格太原水利专科学校
- 1960年太原水利专科学校升格山西省水利学院
- 1962年山西水利学院并入太原工学院
- 1978年山西煤炭化学工业大学创建
- 1981年山西煤炭化学工业大学并入太原工学院
- 1984年太原工学院更名为太原工业大学（英語：Taiyuan University of Technology）
- 1989年太原工业大学(煤化分校)并入太原工业大学

### 山西矿业学院
- 1958年山西矿业学院（英語：Shanxi Mining Institute）创建

1958年5月，煤炭部在北京召开煤炭高等院校筹建工作会议，决定：太原煤矿学校与太原采矿学校合并为一所中等专科学校，占用太原采矿学校校址继续办学；拟新建的煤炭高等学校——山西矿业学院，利用太原煤矿学校校址开始筹建。9月8日，山西省人民委员会正式颁发山西矿业学院公章。
- 1959年大同矿业学院并入山西矿业学院
- 1960年大同煤炭专科学校并入山西矿业学院
- 1961年山西煤炭干部管理学校并入山西矿业学院

### 山西省纺织工业学校
- 1958年山西省纺织学校创建
- 1958年山西省轻工业学校创建
- 1960年山西省纺织学校并入山西省轻工业学校

1960年省政府批准，山西省轻工业学校（含专科部）从太原迁榆次与山西省纺织学校合并，更名为山西省轻工业学校。
- 1964年山西省轻工业学校创办山西省轻工业师范学院
- 1966年山西省轻工业学校更名为山西省轻工业学院
- 1970年山西省轻工业学院撤销
- 1972年山西省轻工业学校复校
- 1978年太原工学院（轻工专科班）创建（合署）

1978 年经山西省人民政府批准，招收太原工学院纺织专科班学生，专科班设有棉纺、机织、针织、染整、电气自动化、工艺美术、服装等专业。
- 1979年山西省轻工业学校更名山西省纺织工业学校
- 1979年太原工学院（轻工专科班）更名太原工学院（纺织专科班）
- 2000年山西纺织工业学校并入太原理工大学，组建成为太原理工大学轻纺工程与美术学院，后发展成为今太原理工大学轻纺工程学院和太原理工大学艺术学院。[8]

### 太原理工大学
- 1997年太原工业大学和山西矿业学院合并组建太原理工大学，同年太原理工大学成为国家“211工程”重点建设大学。
- 2000年山西纺织工业学校并入太原理工大学，组建成为太原理工大学轻纺工程与美术学院，后发展成为今太原理工大学轻纺工程学院和太原理工大学艺术学院。
- 2018年3月，山西省体育局、太原理工大学、右玉县和玉龙马业的四方合作，共同建设太原理工大学马术学院。8月，学校与清华大学签署深化合作协议。
- 2021年1月17日，太原理工大学与吕梁市人民政府校市战略合作签约仪式举行，太原理工大学吕梁产业技术研究院同步揭牌。
- 2021年1月25日，经中华人民共和国教育部批准，原由太原理工大学管理的独立学院太原理工大学现代科技学院脱离该校管理，转设为公办普通高等学校山西工学院，由山西省人民政府领导管理[9]。

## 校园环境

### 校区
太原理工大学在山西省太原市、晋中市有多个校区。截至2013年11月，这些校区占地面积合计3201亩，公共校舍建筑面积121万平方米。太原理工的梅花教室以及图书馆环境舒适，对外开放，而且无需占座，也不会被讲座或上课占据，所以经常成为周边高校学生考研自习的地点，其中主要以山西医科大学学生最多，因为后者距离理工大较近，而其本校又严重短缺教师，更谈不上自习室。各校区通讯地址如下：
- 迎西校区，地址：山西省太原市万柏林区迎泽西大街79号，邮编：030024
- 虎峪校区，地址：山西省太原市万柏林区新矿院路18号，邮编：030024
- 明向校区，地址：山西省晋中市榆次区大学街209号，邮编：030600

明向校区名称源于规划中保留的“明嚮”门楼，2012年2月得名。2011年9月28日破土动工。
- 万柏林校区，地址：山西省太原市万柏林区西矿街53号，邮编：030024

### 标志性建筑

#### 进强门

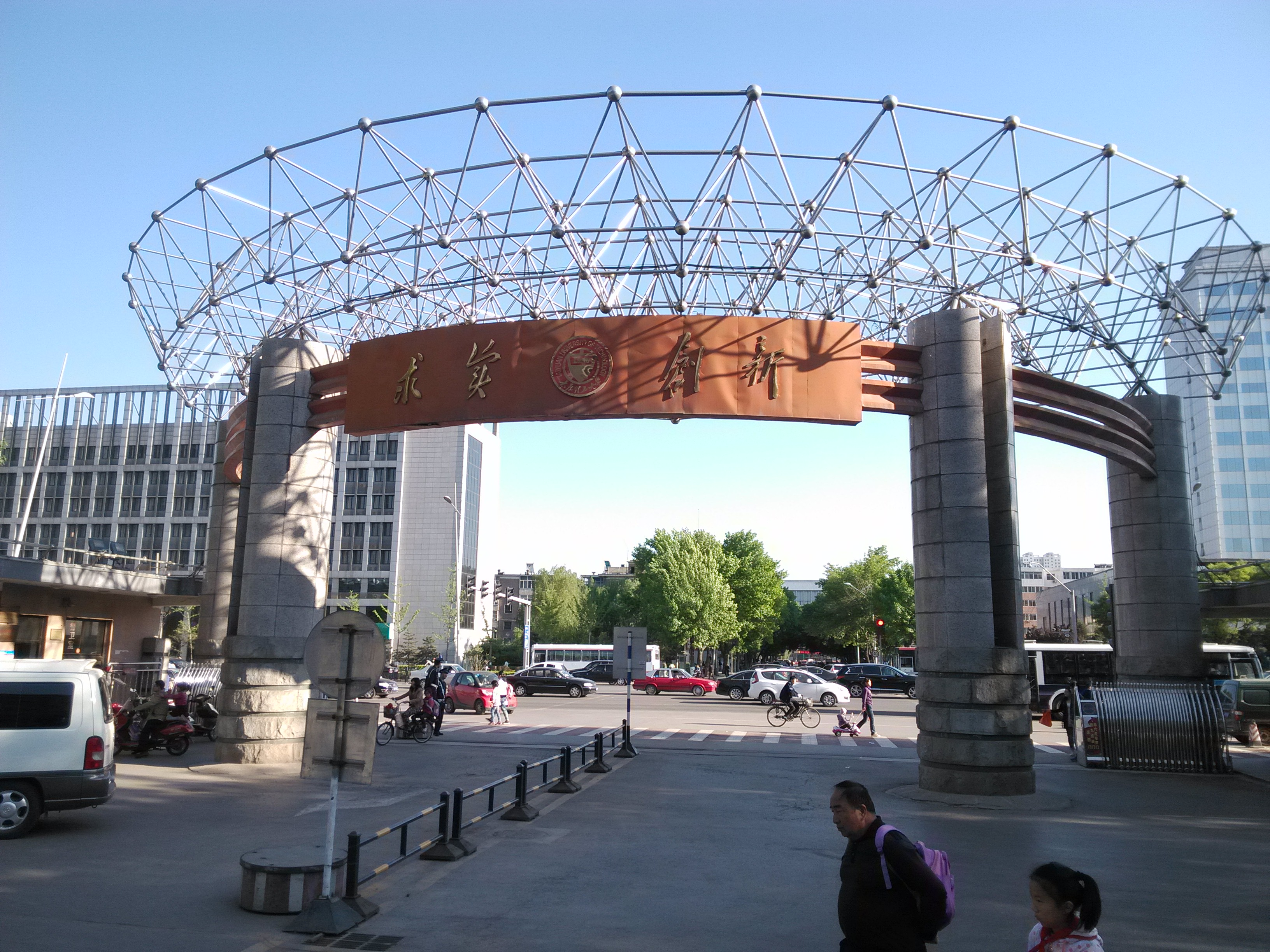
进强门

“进强门”是太原理工大学迎西校区南门（正门），是太原理工大学的标志性建筑，也是太原工业大学和山西矿业学院合并的产物，由太原理工大学校友陈进强先生在1997年的捐款所建。校门由4个柱础、半月形双柱及网架结构组成。
依照学校时任校长谢克昌院士所撰写的《“进强门”纪念碑碑文》上的介绍，4个圆形柱础表征学校之坚实，半月形双柱象征科学与民主精神，网架结构充满对完美的期待。
2008年夏，太原市政府曾以“迎泽西大街实施道路拓宽改造”为由，试图拆除“进强门”，但未能得逞。

#### 校训石
校训石，在学校的相关报道中又被称为“求实创新”碑，位于太原理工大学迎西校区南校门入口、校主办公楼前（面临迎泽西大街），2010年建成。正面镌刻太原理工大学校训“求实创新”四字，背面为梁善济撰写的《山西大学堂设立西学专斋始末记》全文。

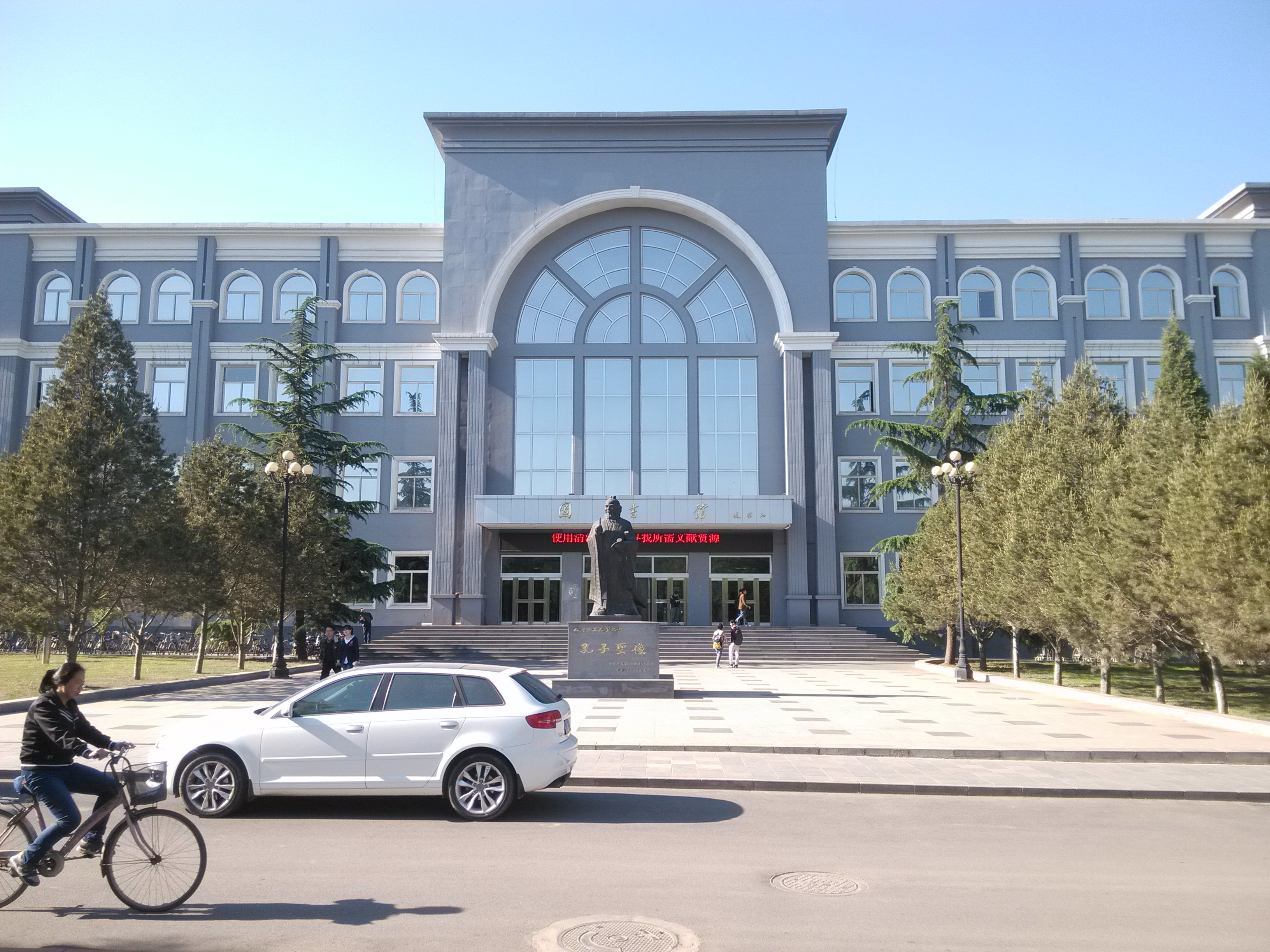
迎西校区图书馆

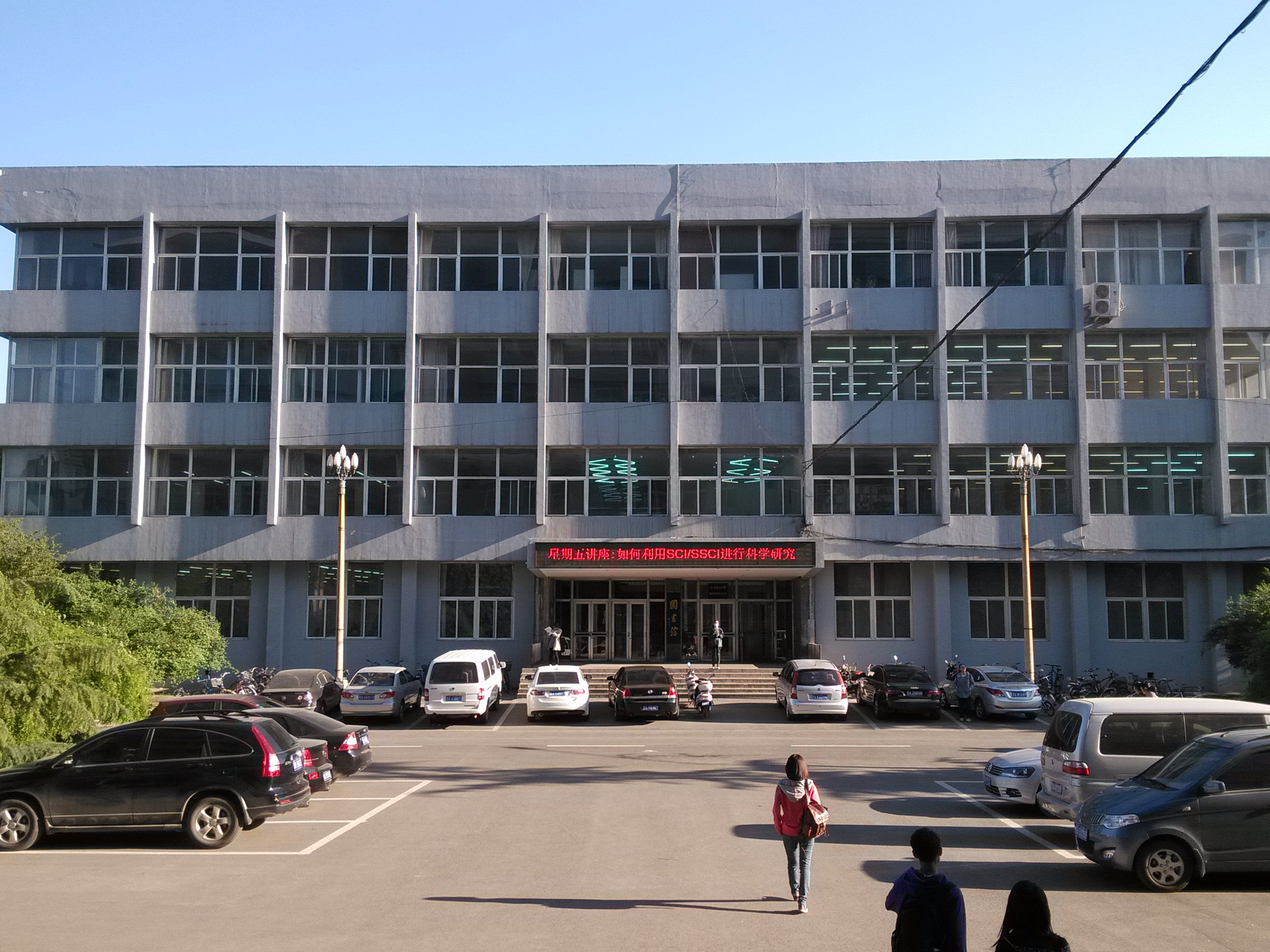
虎峪校区图书馆

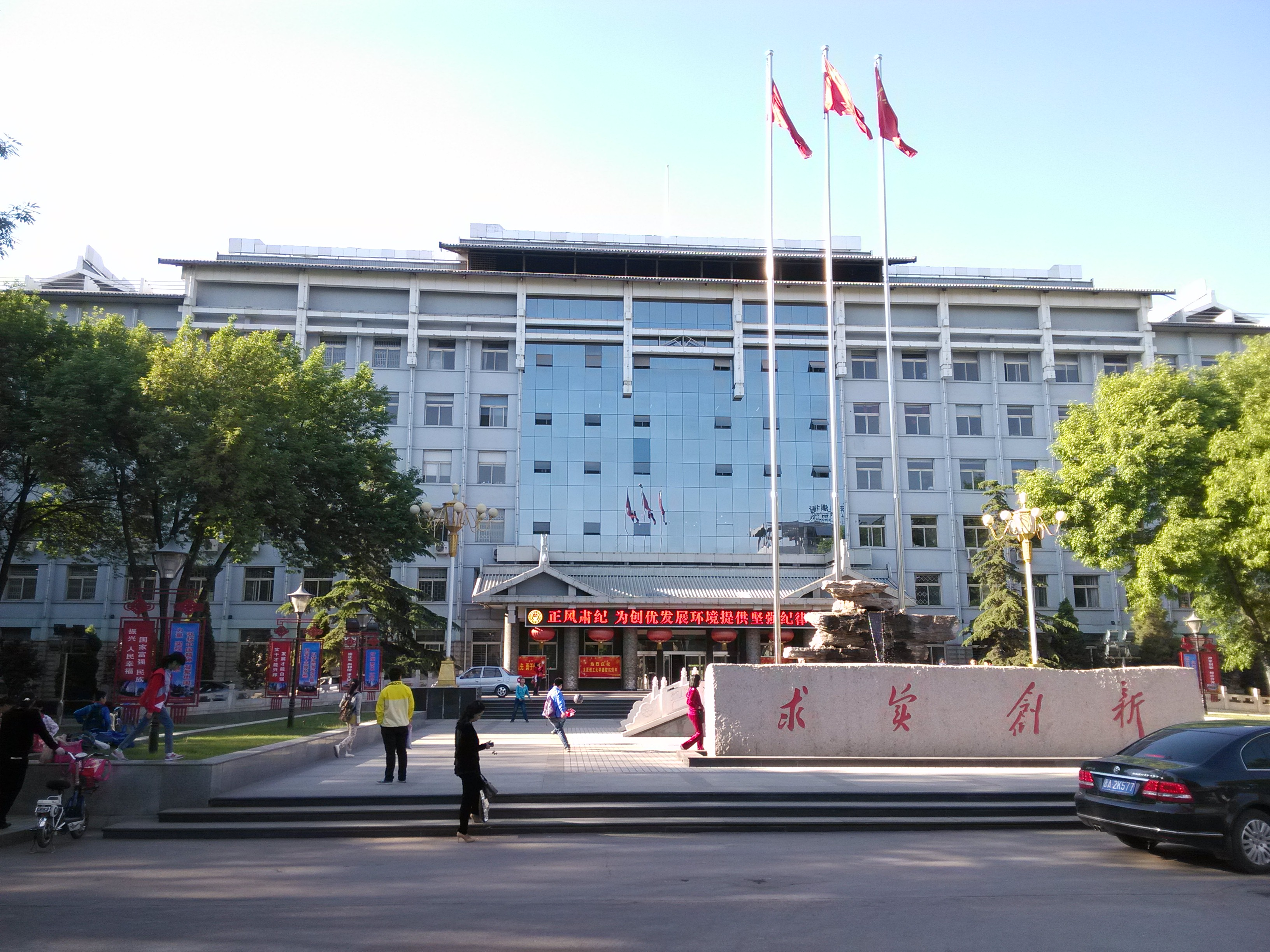
办公主楼与校训石
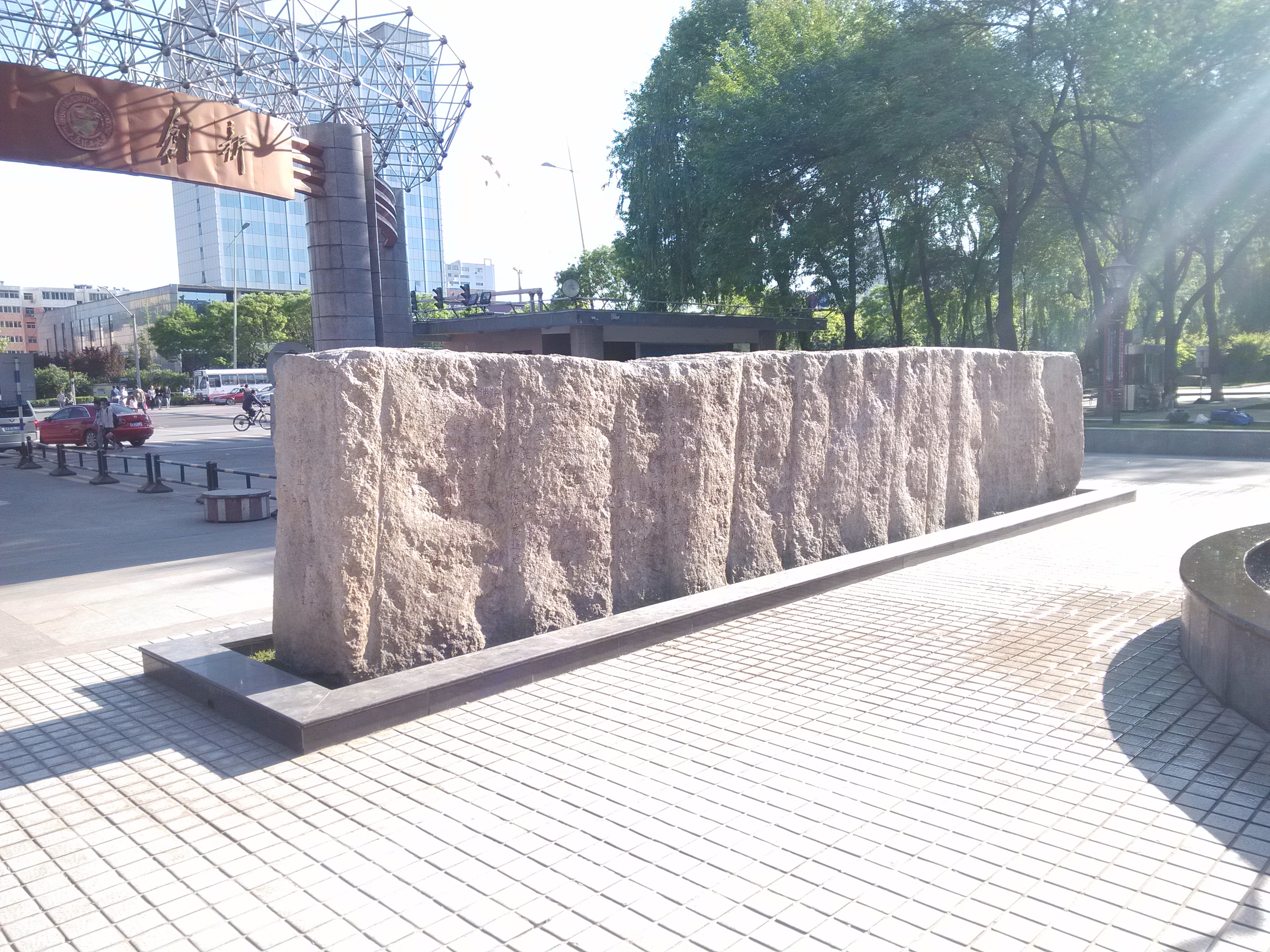
《山西大学堂设立西学专斋始末记》
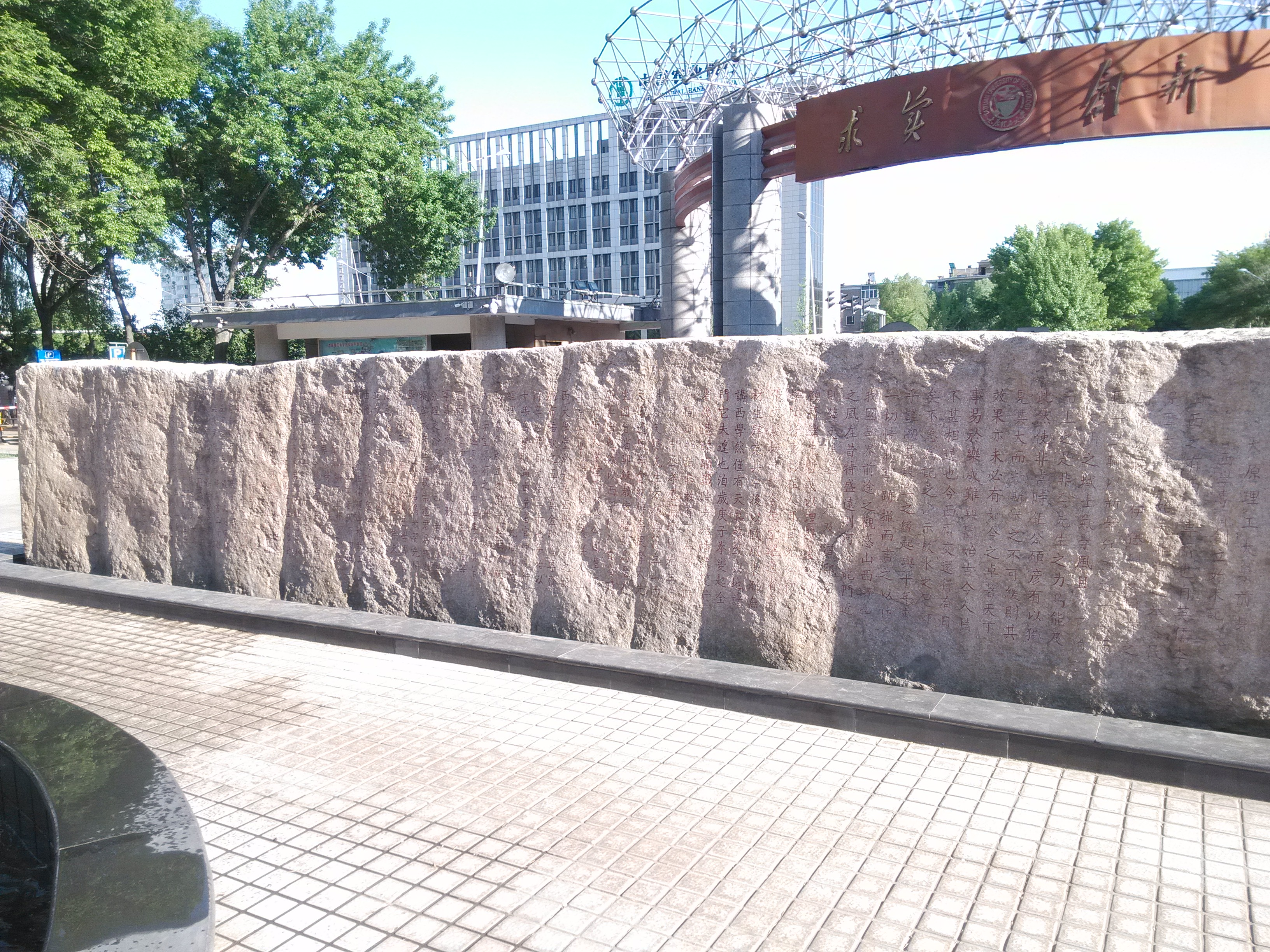
《山西大学堂设立西学专斋始末记》
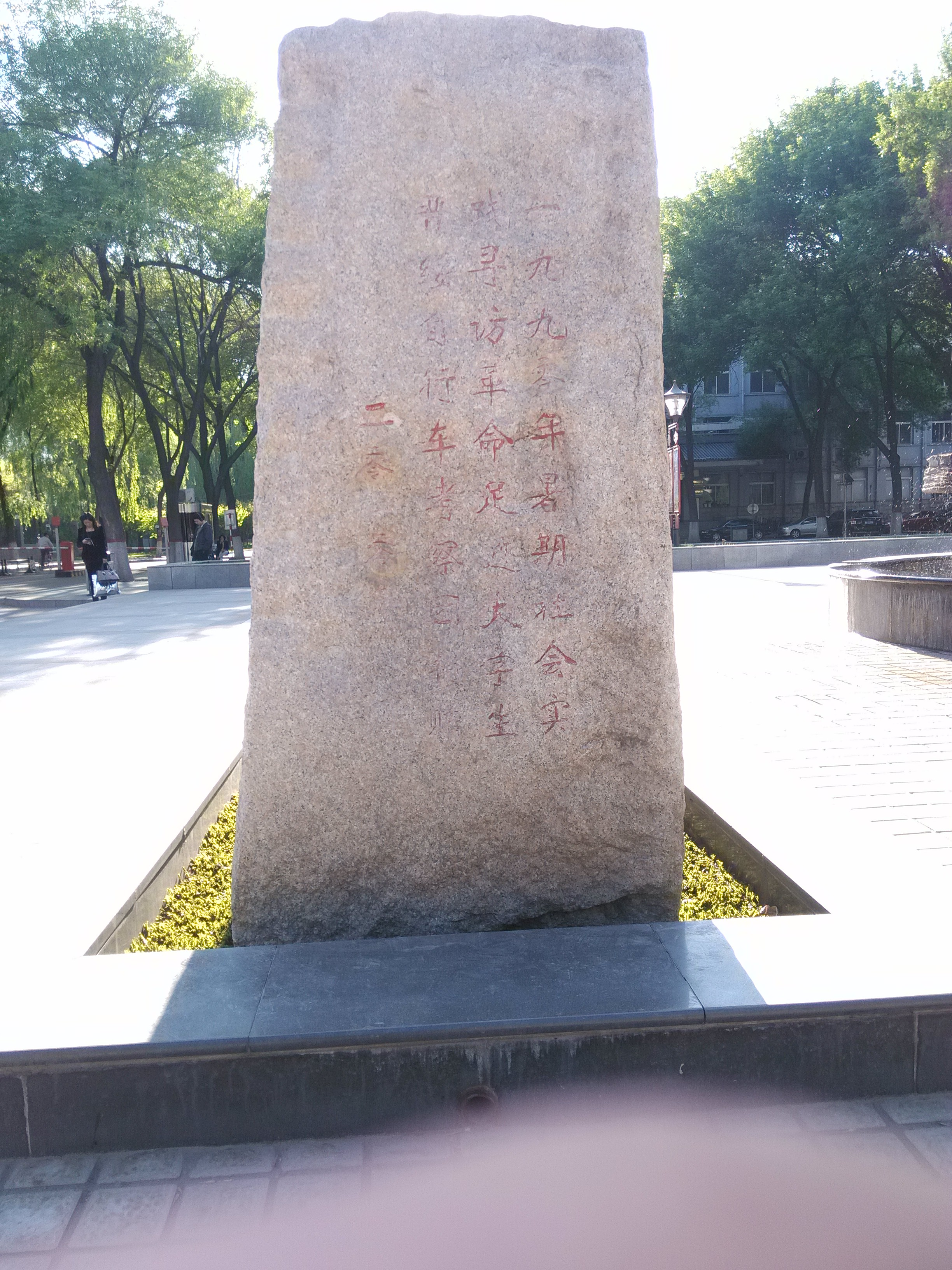

#### 图书馆
太原理工大学图书馆是山西省高校规模最大的图书馆之一，目前由迎西校区图书馆、虎峪校区图书馆、明向校区图书馆等组成。
- 迎西校区图书馆建成于20世纪80年代，是原太原工业大学图书馆，1989年9月4日投入使用[3]。2011年夏进行了翻修改造，2012年初重新投入使用。
- 虎峪校区图书馆建成于1986年6月[17]，是原山西矿业学院新校区图书馆。1992年被评为本科院校甲级馆。
- 明向校区图书馆建成于2019年10月，于2019年10月10日开馆，是山西省高校教育园区最高建筑。

## 组织机构

### 历任主要领导
| 姓名     | 在任时间       | 称谓               | 称谓       |
| -------- | -------------- | ------------------ | ---------- |
| 姚文栋   | 1902.4-1902.5  | 山西大学堂西学专斋 | 督办       |
| 岑春煊   | 1902.5         | 山西大学堂西学专斋 |            |
| 沈敦和   | 1902.5-1906.7  | 山西大学堂西学专斋 | 督办       |
| 李提摩太 | 1902.5-1910.11 | 山西大学堂西学专斋 | 总理       |
| 敦崇礼   | 1902.5-1906.7  | 山西大学堂西学专斋 | 总教习     |
| 丁宝铨   | 1906.7-1909.2  | 山西大学堂西学专斋 | 督办       |
| 渠本翘   | 1909.9-1910.3  | 山西大学堂西学专斋 | 监督       |
| 胡钧     | 1910.3-1911.6  | 山西大学堂西学专斋 | 监督       |
| 毕善功   | 1906.6-1907.7  | 山西大学堂西学专斋 | 代理总教习 |
| 苏慧廉   | 1907.7-1911.3  | 山西大学堂西学专斋 | 总教习     |

| 姓名   | 在任时间       | 称谓               | 称谓 |
| ------ | -------------- | ------------------ | ---- |
| 李镜蓉 | 1912.1-1912.5  | 山西大学校         | 校长 |
| 高时臻 | 1912.5-1916.3  | 山西大学校         | 校长 |
| 田应璜 | 1916.3-1918.6  | 山西大学校         | 校长 |
| 王录勋 | 1913.9-1918.6  | 山西大学校工科     | 学长 |
| 王录勋 | 1918.6-1931.7  | 山西大学校         | 校长 |
| 王录勋 | 1931.7-1939.8  | 山西大学           | 校长 |
| 王宪   | 1918.8-1931.7  | 山西大学校工科     | 学长 |
| 王宪   | 1931.7-1937    | 山西大学工学院     | 院长 |
| 阎锡山 | 1939.8-1943.5  | 山西大学           | 校长 |
| 王之轩 | 1940.7-1946    | 山西大学工学院     | 院长 |
| 王怀民 | 1943.5-1946.6  | 国立山西大学       | 校长 |
| 徐士瑚 | 1946.6-1949.6  | 国立山西大学       | 校长 |
| 郑文华 | 1948.7-1953    | 国立山西大学工学院 | 院长 |
| 邓初民 | 1949.9-1953.12 | 国立山西大学       | 校长 |

| 姓名   | 在任时间       | 称谓       | 称谓              |
| ------ | -------------- | ---------- | ----------------- |
| 赵宗复 | 1953.5-1966.6  | 太原工学院 | 院长              |
| 赵宗复 | 1954-1956      | 太原工学院 | 党组书记          |
| 石效由 | 1956-1962      | 太原工学院 | 工委书记 党委书记 |
| 郭高岚 | 1962-1966      | 太原工学院 | 党委书记          |
| 王维庄 | 1966-1975      | 太原工学院 | 党委书记          |
| 刘梅   | 1975-1983      | 太原工学院 | 党委书记          |
| 刘梅   | 1975-1983      | 太原工学院 | 院长              |
| 尹德钰 | 1983-1989      | 太原工学院 | 党委书记          |
| 杨桂通 | 1983.12-1984.4 | 太原工学院 | 院长              |

| 姓名   | 在任时间       | 称谓         | 称谓     |
| ------ | -------------- | ------------ | -------- |
| 杨桂通 | 1984-1995      | 太原工业大学 | 校长     |
| 纪馨芳 | 1989-1992      | 太原工业大学 | 党委书记 |
| 雷霆   | 1992.6-1997.2  | 太原工业大学 | 党委书记 |
| 谢克昌 | 1995.11-1997.5 | 太原工业大学 | 校长     |

| 姓名   | 在任时间       | 称谓         | 称谓              |
| ------ | -------------- | ------------ | ----------------- |
| 李明   | 1958.9-1959.2  | 山西矿业学院 | 党总支书记        |
| 刘占堂 | 1959.2-1962.6  | 山西矿业学院 | 工委书记 党委书记 |
| 范文山 | 1962.6-1967.1  | 山西矿业学院 | 党委书记          |
| 郝光   | 1962.7-1962.12 | 山西矿业学院 | 院长              |
| 贾冲之 | 1962.12-1967.1 | 山西矿业学院 | 院长              |
| 张若愚 | 1971.10-1977.5 | 山西矿业学院 | 党组组长 党委书记 |
| 康洛   | 1977.5-1983.4  | 山西矿业学院 | 党委书记          |
| 康洛   | 1977.5-1979.8  | 山西矿业学院 | 院长              |
| 谭伯   | 1979.8-1983.4  | 山西矿业学院 | 代理院长 院长     |
| 郑翔   | 1983.8-1987.9  | 山西矿业学院 | 院长              |
| 章迪寰 | 1987.1-1991.8  | 山西矿业学院 | 党委书记          |
| 章迪寰 | 1987.9-1994.10 | 山西矿业学院 | 院长              |
| 温泽先 | 1991.8-1997.6  | 山西矿业学院 | 党委书记          |
| 温泽先 | 1994.10-1997.6 | 山西矿业学院 | 院长              |

| 姓名   | 在任时间       | 称谓         | 称谓                 |
| ------ | -------------- | ------------ | -------------------- |
| 温泽先 | 1997.6-1998.4  | 太原理工大学 | 党委书记             |
| 谢克昌 | 1997.6-2010.1  | 太原理工大学 | 校长                 |
| 朱先奇 | 1998.6-2006.2  | 太原理工大学 | 党委书记             |
| 姚芝楼 | 2006.8-2013.4  | 太原理工大学 | 党委书记             |
| 张文栋 | 2010.1-2013.4  | 太原理工大学 | 校长                 |
| 吴俊清 | 2013.4-2017.5  | 太原理工大学 | 党委书记             |
| 吕明   | 2013.4-2015.12 | 太原理工大学 | 校长                 |
| 吴玉程 | 2017.5-2020.3  | 太原理工大学 | 党委书记             |
| 黄庆学 | 2015.12-2021.9 | 太原理工大学 | 校长                 |
| 郑强   | 2020.4-2023.12 | 太原理工大学 | 党委书记             |
| 孙宏斌 | 2021.9-        | 太原理工大学 | 副校长(主持行政工作) |
| 沈兴全 | 2023.12-       | 太原理工大学 | 党委书记             |

### 教学单位
| - 机械与运载工程学院 - 材料科学与工程学院 - 电气与动力工程学院 - 航空航天学院 - 计算机科学与技术学院（大数据学院） - 软件学院 - 建筑与土木工程学院 - 水利科学与工程学院 | - 化学化工学院 - 矿业工程学院 - 轻纺工程学院 - 艺术学院 - 环境科学与工程学院 - 数学学院 - 物理与光电工程学院 - 力学学院 | - 外国语学院 - 政法学院 - 经济管理学院 - 化学学院 - 物理学院 - 生态学学院 - 体育学院 - 研究生院 - 国际教育交流学院 以上学院所在校区：迎西校区、虎峪校区、明向校区 - 太原理工大学继续教育学院（位于柏林校区） |

独立学院：
- 太原理工大学现代科技学院（位于孝义校区）

### 科研机构
目前，太原理工大学主要的科研机构设置如下：
| - 国家重点实验室（培育基地） - 煤科学与技术省部共建国家重点实验室 - 教育部重点实验室 - 煤科学与技术教育部和山西省重点实验室 - 新型传感器与智能控制教育部重点实验室 - 新材料界面科学与工程教育部重点实验室 - 原位改性采矿省部共建教育部重点实验室 - 教育部工程研究中心 - 教育部煤转化技术工程研究中心 - 国家地方联合工程研究中心 - 半导体照明工程研究中心 - 中国工程院工程科技知识中心 - 中国工程科技知识中心能源子项目 - 山西省重点实验室 - 煤科学与技术山西省重点实验室 - 材料界面山西省重点实验室 - 材料强度与结构冲击重点实验室 - 矿产资源安全高效开采山西省重点实验室 - 煤矿装备及安全控制技术山西省重点实验室 - 新型传感器与智能控制山西省重点实验室 - 煤矿综采装备及智能化山西省重点实验室 | - 山西省工程研究中心 - 山西省煤转化技术研究中心 - 山西省新材料工程技术中心（太原理工大学—富士康材料研发中心） - 山西省测控技术与新型仪器研究中心 - 山西省安全工程技术研究中心 - 山西省电子工程中心 - 山西省矿山流体控制工程技术研究中心 - 山西省绿色矿山工程技术研究中心 - 山西省生物质能源工程技术研究中心 - 山西省矿山机械CAE工程技术研究中心 - 山西省工业与城市污水处理工程技术研究中心 - 山西省超级计算和数据中心 - 山西省科学云计算中心 - 山西省教育科研计算机网网络中心 - 山西省化学工程技术中心（共建） - 省级协同创新中心 - 山西煤炭资源可持续开发利用协同创新中心 - 晋陕蒙煤与煤层气开发利用协同创新中心 - 山西文化遗产保护与修复协同创新中心（筹） - 太原市工程（技术）研究中心 - 太原市车辆工程技术研究中心 | - 研究所 - 煤化工研究所 - 精细化工研究所 - 应用力学与生物医学工程研究所 - 表面工程研究所 - 机械电子工程研究所 - 采煤工艺研究所 - 测控技术研究所 - 地下工程研究所 - 齿轮研究所 - 数学研究所 - 外国语言文学研究所 - 自动化研究所 - 轨道交通研究所 - 焊接材料研究所 - 光电工程研究所 - 洁净煤技术与工程研究所 - 地质与地球物理研究所 - 地理空间信息研究所 - 洁净化工研究所 - 艺术品保护与修复研究所 |

| - 研究院 - 太原理工大学建筑设计研究院（国家甲级设计院） - 国家大学科技园 - 太原理工大学国家大学科技园 | - 人文社会科学研究机构 - 艺术遗产研究中心 - 山西建筑文化研究中心 | - 其它研究机构 - 中澳联合研究中心（能源） - 矿用智能电器研究中心 - 微纳系统研究中心 |

## 学生
截至2024年2月，太原理工大学全日制学生44422名、国际学生374名。

## 教师
截止2024年2月，太原理工大学有教职工3906名。其中中国科学院院士1名、中国工程院院士3名、教育部“长江学者奖励计划”特聘（讲座）教授7名、国家杰出青年科学基金获得者8名、国家优秀青年基金获得者7名，“新世纪百千万人才工程”国家级人选16名。

## 文化传统

### 校歌
太原理工大学校歌名为《圣火在百年前点燃》，由蒋言礼作曲、时任太原理工大学党委书记朱先奇教授作词。

### 男子篮球队
太原理工大学男子篮球队始建于1987年，长期保持着山西篮坛霸主地位。从1998年参加中国大学生篮球联赛（CUBA）至2013年末，是全国高校唯一一支连续15次闯入CUBA八强的队伍，并已13次获得西北赛区冠军、两次夺得CUBA全国总冠军。

### 男子足球队
太原理工大学男子足球队组建于1998年，之后参加了所有全省乃至全国高校足球赛事，一直保持着山西高校足球霸主地位。先后获得2005-2006李宁中国大学生足球联赛北区冠军、全国亚军之后，又获得2009-2010赛季的北区冠军、总决赛亚军，2011年获得了北区决赛的亚军，总决赛亚军。

### 女子篮球队
太原理工大学女子篮球队始建于1987年。曾多次参加CUBA联赛分区赛，曾六度杀入本赛区女子决赛，并两度夺得CUBA联赛中获得西北赛区冠军，在第六届CUBA联赛荣获亚军。2012年底球队解散。

## 合作院校
2008年初，中國孔子學院總部與喀布爾大學簽署了共建孔子学院的協議，正式啟動阿富汗第一所孔子學院的建設。其合作院校為太原理工大學。2011年末，中方人員因安全原因撤離；2013年初復課。